# قایق توپ‌دار کلاس فلورس
قایق توپ‌دار کلاس فلورس (به انگلیسی: Flores-class gunboat) یک کلاس از قایق‌های توپ‌دار است که طول آن ۷۵٫۶ متر (۲۴۸ فوت ۰ اینچ) می‌باشد. این کلاس از کشتی در سال ۱۹۲۵ ساخته شد.